# 아게키정
아게키정(阿下喜町)은 미에현 이나베군에 있던 정이다. 현재의 도인정에 해당한다.

## 역사
- 1889년 4월 1일 - 정촌제 시행에 의해 이나베군 아게키촌이 성립하였다.
- 1929년 3월 10일 - 정으로 승격해 아게키정이 되었다.
- 1955년 4월 1일 - 도야시로촌, 야마사토촌과 합병해 호쿠세이정이 성립하여, 동일 아게키정은 폐지되었다.

## 교통

### 철도
- 산기철도
  - 산기선 (현 산기 철도 산기선)

## 참고문헌
- 角川日本地名大辞典 24 三重県